# 乌海机场
39°47′31.35″N 106°48′12.17″E / 39.7920417°N 106.8033806°E

乌海机场，位于内蒙古乌海市海勃湾区城区北15公里，是中国国家民航“十五”计划的建设项目，属于国内民航支线机场，飞行区等级3C级，是内蒙古自治区和乌海市的重点工程，于2003年12月12日正式通航。机场于2006年9月启动飞行区扩建工程，于2008年7月完成，跑道向南延长300米，总长度达到2600米；新增站坪面积10500平方米，使停机坪面积达到23350平方米；新建两个停靠大飞机的C类机位，使机场停机位达到5个（3个C类和2个B类）；建成I类精密进近灯光系统，并在跑道主降方向新增一套仪表着陆系统，保证了航班安全降落和正点率。

## 航线
| 航空公司     | 目的地                |
| ------------ | --------------------- |
| 中国国际航空 | 北京/大興             |
| 中国南方航空 | 重慶、呼和浩特        |
| 中国东方航空 | 呼和浩特、上海/虹桥   |
| 海南航空     | 北京/首都、西安、广州 |
| 春秋航空     | 武汉、深圳            |
| 天津航空     | 呼和浩特              |
| 成都航空     | 乌兰浩特、锡林浩特    |

## 参看
- 中国大陆机场列表